# Dismal Euphony
Dismal Euphony (v překladu z angličtiny ponurá eufonie) byla norská metalová kapela založená v roce 1994 ve městě Stavanger. Kombinovala různé hudební styly jako např. symfonický black metal a gotický metal.

## Historie
Předchůdcem byla death metalová kapela The Headless Children, kterou založili baskytarista Ole K. Helgesen a bubeník Kristoffer Vold Austrheim v roce 1992, o rok později se s příchodem zpěváka Erika Borgena a kytaristy Kennetha Bergsagela přejmenovala na Carnal Tomb. 

Borgen záhy z kapely odchází a jeho pěvecký post obazuje Ole K. Helgesen, kterého doplňuje zpěvačka Linn Achre "Keltziva" Tveit. Klávesových partů se ujímá Elin Overskottová. Tak se vykrystalizovala první sestava Dismal Euphony, která v roce 1995 nahrála první demo s názvem Spellbound, což zaujalo rakouské hudební vydavatelství Napalm Records, u něhož vychází o rok později debutové studiové album Soria Moria Slott.
Dismal Euphony existovala (v různě obměněné sestavě) až do roku 2001, kdy se po vydání alba Python Zero rozpadla.

## Diskografie
Dema
- Spellbound (1995)

Studiová alba
- Soria Moria Slott (1996)
- Autumn Leaves - The Rebellion of Tides (1997)
- All Little Devils (1999)
- Python Zero (2001)

EP
- Dismal Euphony (1996) – na CD vydané demo Spellbound
- Lady Ablaze (2000)